# Sfakia

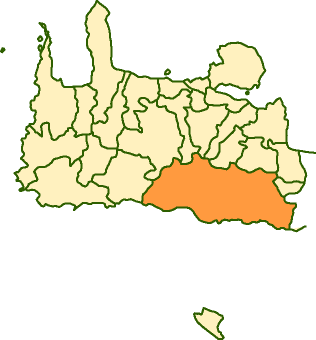
Posizione del comune nella prefettura di Chania

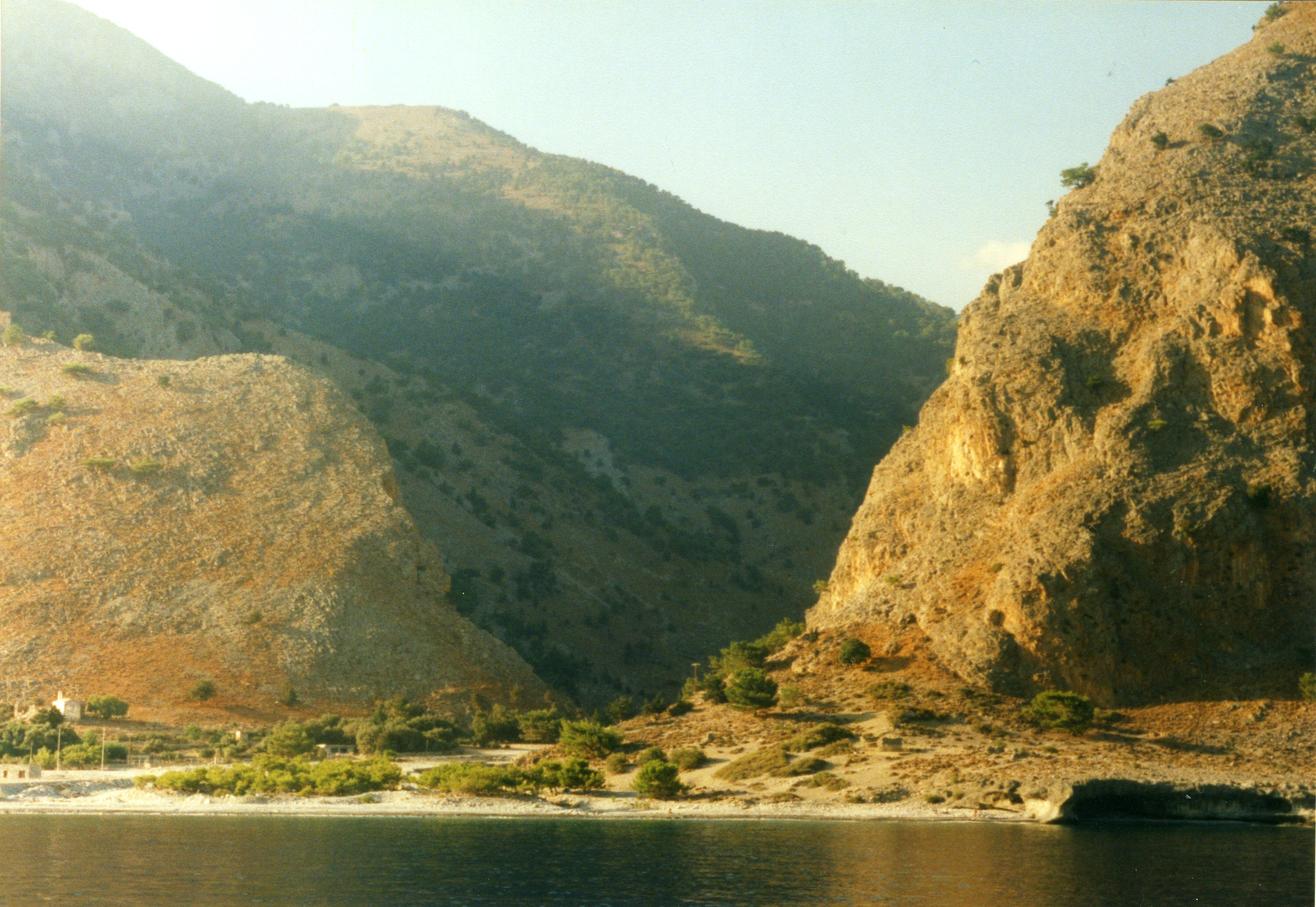
La gola di Samarià

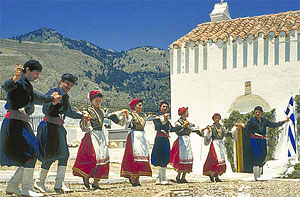
Danza tradizionale a Sfakia

Sfakia (in greco Σφακιά?, Sfakià) è un comune della Grecia situato nell'isola di Creta (unità periferica di La Canea) con 2 419 abitanti secondo i dati del censimento 2001.

## Introduzione
Il territorio del comune di Sfakia è stretto tra il massiccio dei monti Lefka a nord e il Mar libico a sud. Era e ancora è, una delle zone più inaccessibili di Creta. È anche uno dei comuni meno popolati di Creta. Ciò nonostante oggi il turismo vi è assai sviluppato e costituisce la maggiore se non l'unica fonte di reddito. Pesca e pastorizia, pur praticate, sono voci di scarso peso nell'economia locale. Nel passato l'inaccessibilità del luogo concorse a fare di Sfakia un centro di resistenza contro i vari invasori che si sono alternati a Creta nel corso della sua plurimillenaria storia. È da qui che durante la II guerra mondiale fu evacuato l'esercito inglese nella notte del 3 maggio 1941, sotto il fuoco degli invasori tedeschi. Durante gli anni del dominio ottomano Sfakia prosperava grazie alla presenza di armatori che con le loro piccole navi diedero avvio ad un fiorente commercio.

## Accesso
L'accesso è più agevole per mare tramite una serie di battelli che fa la spola tra i vari centri della costa situati tra Paleochora e Sfakia. 
L'accesso via terra obbliga a lasciare la superstrada Canea - Retimno al 33 km e imboccare a destra una strada asfaltata che conduce al villaggio di Vrises. Da qui la strada si inerpica sui contrafforti orientali dei Monti Lefki prima di raggiungere la costa del mar libico quasi all'altezza di Chora Sfakion,  sede del municipio. A metà strada circa si trova l'altipiano di Askifou. Dopo si incontra la gola di Imbros e la strada offre viste spettacolari sul mar libico. Questo è l'itinerario seguito dalle autolinee KTEL. Da Chora Sfakion è possibile raggiungere con gli autobus di linea Frangkokastello nella parte orientale. Mentre le altre località della costa occidentale Loutro, Aghia Roumeli, Sfakia Palaiochora sono raggiungibili soltanto tramite battello.

## Natura

### Asifou
Asifou è un piccolo villaggio di 700 abitanti circa, nel mezzo di un altipiano molto fertile attorniato dalle alte vette dei monti Lefki (monti bianchi). Sta ad un'altitudine di 750 metri. 

### Imbros
La gola di Imbros vicino al villaggio omonimo.

## Monumenti

### Frangokastello
- Frangokastello è una località della costa ai confini con il comune di Finikas e a 14 km da Chora Sfakion. Prende il nome da un poderoso castello, molto ben conservato eretto sulla riva del mare dai Veneziani nel 1371 per proteggere il piccolo porto ora abbandonato dai pirati ed in seguito dagli Ottomani. La fortezza ha la forma di un rettangolo ai cui quattro angoli si ergono poderosi bastioni. Sull'entrata principale si vede ancora il leone di San Marco contornato da due stemmi araldici. Nonostante la sua imponenza, il castello non è che un guscio vuoto e nulla è rimasto oltre le sue nude mura.

## Centri turistici

### Chora Sfakion
Chora Sfakion è la sede del municipio. Ha 500 abitanti residenti tutti occupati nel settore turistico. Il villaggio è diviso in due parti: una intorno al vecchio porto che costituisce l'area turistica e l'altra sui fianchi della collina dove vive la maggior parte dei residenti. Nella piccola piazza fanno capolinea gli autobus per Frangokastello, Plakias e per Chania. Le più belle spiagge dei dintorni sono Ilingas e "Glyko nero". ad ovest più un villaggio turistico.

### Loutro
Loutro (in greco Λουτρό?, pronunciato Lutrò) si trova pochi km ad ovest del capoluogo ed è raggiungibile solo con il battello che parte da Agia Roumeli oppure a piedi da Chora Sfakion. Nonostante l'assenza totale di comunicazioni stradali, la località dispone di varie tipologie di alberghi ed è frequentatissima d'estate. Giace nel fondo di una piccola baia e le numerose cale dei dintorni possono essere raggiunte solo tramite sentieri pedestri. Tra queste spicca la baia di Finikas che fu un porto in epoca romana e bizantina. Oggi si vedono ancora tracce di una fortezza veneziana e un edificio diroccato con qualche mosaico. Loutro attrae turisti dall'Europa settentrionale amanti del naturismo.

### Aghia Roumeli
Aghia Roumeli (in greco Αγια Ρουμέλη?, pronunziato: Aya Rumèli) è una località ad ovest di Chora Sfakion, raggiungibile esclusivamente per via marittima; costituisce una tappa intermedia sul percorso seguito dai battelli che effettuano la spola tra Paleochora, e Chora Sfakion. Si trova allo sbocco della gola di Samarià, un parco nazionale molto visitato d'estate. Il vecchio villaggio di Aghia Roumeli si trovava 2 km a monte e le sue rovine sono ancora visibili all'interno del parco nazionale. Nel 1954, in seguito ai continui straripamenti del torrente che ha creato la gola, i suoi abitanti decisero di trasferirsi sulla costa e scelsero questa baia, stretta tra aspre montagne ed il mar libico. Sulla riva orientale del torrente era situata l'antica città di Tara che prosperò nel periodo ellenistico e romano grazie alla produzione ed al commercio del vetro. La città coniava monete proprie che sono state rinvenute nel corso di scavi sistematici visibili insieme ad altri reperti al museo archeologico di Chania.

## Amministrazione
Il comune di Sfakia è suddiviso in 9 circoscrizioni riportate nella tabella sottostante. La sede del municipio è evidenziata in grassetto:
| Circoscrizione | Popolazione | Superficie | Territorio |
| -------------- | ----------- | ---------- | ---------- |
| Patsianòs      | 362         | 29,3       | Montuoso   |
| Skalotìs       | 181         | 30,6       | Collinare  |
| Aghia Roumeli  | 125         | 95         | Montuoso   |
| Aghios Ioannis | 80          | 60         | Montuoso   |
| Anopoli        | 468         | 99         | Montuoso   |
| Askifou        | 444         | 64,6       | Montuoso   |
| Asfendos       | 362         | 24,2       | Montuoso   |
| Imbròs         | 73          | 18,5       | Montuoso   |
| Chora Sfakion  | 351         | 45,6       | Montuoso   |